# 쿠트브 웃딘 아이바크
쿠트브 웃딘 아이바크(페르시아어: قطب‌الدین آیبک)는 델리 술탄국의 창건자이자 그 첫 왕조인 노예 왕조의 개창자이다. 원래 아이바크는 구르 국왕 무이즈 앗 딘 무함마드 고리 휘하의 장군으로, 북인도의 구르 영토를 관리하고 있었으나 무함마드 고리가 죽은 이후에는 델리 술탄국을 세우는 동시에 델리 술탄국의 첫 왕조인 노예 왕조를 개창하였다.
투르키스탄 태생인 아이바크는 어린 시절 노예로 팔려갔다. 그는 페르시아의 니샤푸르에서 카디에게 팔린 후 그곳에서 궁술과 승마를 배웠다. 그는 이후 가즈니의 무이즈 앗 딘에게 재판매되어 왕실 마구간 장교의 자리에 올랐다. 호라즘 제국과 고르 간의 전쟁 도중 그는 술탄 샤의 정찰병에게 생포되었다. 고르가 전쟁에서 승리하자 그는 석방되었고 무이즈 앗 딘에게 큰 총애를 받았다.
1192년 제2차 타레인 전투에서 구르가 승리한 후 무이즈 앗딘은 아이바크에게 자신의 인도 영토 관리권을 주었다. 아이바크는 차하마나, 가하바발라, 찰루키아, 찬델라 및 기타 여러 왕국들을 정복하고 약탈함으로써 북인도에서 고르 세력권을 확장시켰다.
무이즈 앗 딘이 1206년에 죽었을 때, 아이바크는 인도 북서부의 구르 영토를 통제하기 위해 다른 전 노예 장군 타즈 알 딘 일디즈(Taj al-Din Yildiz)와 대결하였다. 이 원정 기간 동안 그는 가즈니까지 진격했지만 나중에 라호르로 후퇴한 후 그곳에 수도를 세웠다. 그는 무이즈 앗 딘의 후계자 기야숫딘 무하무드의 종주권을 명목상으로 인정했으며, 기야숫딘은 공식적으로 아이바크를 인도의 통치자로 인정하였다.
아이바크의 자리는 아람 샤와 그의 전 노예 일투미시에게 계승되었으며, 그는 느슨하게 장악된 구르의 인도 영토를 강력한 델리 술탄국으로 탈바꿈시켰다. 아이바크는 델리와 아즈메르에 각각 쿠트브 미나르와 아다이 딘 카 존프라를 시건립한 것으로 유명하다.